# Liste des mots anglais d'origine germanique et leurs équivalents d'origine latine
Cette liste contient des mots anglais d'origine germanique et leurs équivalents d'origine latine. Les mots qu'ils soient d'étymologie germanique ou latine peuvent avoir été transmis à l'anglais par l'intermédiaire du français ou plus rarement d'une autre langue, les mots français représentant environ 29% des mots anglais, à proportion égale des emprunts directs au latin. La correspondance est sémantique dans la plupart des cas. Ces mots ne sont pas apparentés, mais dans certains cas, ils sont des doublets, par exemple, comme avec cow et beef, les deux provenant de manière ultime du proto-indo-européen *gʷōus, le premier étant hérité directement de l'anglo-saxon et le second étant un emprunt à l'ancien français.
Les significations de ces mots ne correspondent pas toujours à ceux d'origine germanique, et, parfois, le sens est spécifique à l'anglais.

## Liste des mots anglais d'origine germanique et leurs équivalents d'origine latine.
| Origine du mot germanique | Produit du mot germanique                                                        | Produit du mot latin                             | Origine du mot latin                                                                                    |
| --- | -------------------------------------------------------------------------------- | ------------------------------------------------ | --- |
| Vieux-francique *bannjan, *bandjan PGmc *laibijanan + *af- PGmc *fur- + *sakanan PGmc *fur- + *lǣtanan PGmc *gebanan + *ūp PGmc *bi-linnanan                                                                              | abandon leave, leave off forsake forlet give up blin                             | relinquish abdicate desert renounce              | relinquere < re- + linquere abdicāre < ab- + dicātus dēserere < dē- + serere renūntiāre < re- + nūntius |
| PGmc *akiz Vieux-francique *hūrt PGmc *smartōn- PGmc *wai PGmc *sairaz PGmc *þrawō PGmc *warkiz | ache hurt smart woe sore throe wark                                              | pain agony                                       | poena < Gk poinē L.L. agōnia < Gk agōniā                                                                |
| PGmc *lataz, *lētiz (vieux-francique *lat, *lēti) PGmc *trewwiþō | allegiance troth                                                                 | fidelity loyalty                                 | fidēlitās lēgālis                                                                                       |
| PGmc *ana + *libaz PGmc *kwikwaz | alive quick (living)                                                             | animate                                          | animātus < animāre < anima                                                                              |
| Vieux norrois angr PGmc *wraiþiþo | anger wrath                                                                      | rage ire                                         | rabiēs īra                                                                                              |
| Vieux-francique *raidjan PGmc *raihwaz PGmc *hrengaz (vieux-francique *hring) PGmc *līnion + *ūp PGmc *sat- PGmc *hlutom PGmc *līston                                                                                     | array row range, rank line, lineup set lot list                                  | series order sequence                            | seriēs < serere ordō L.L. sequentia < sequēns < sequī                                                   |
| Vieil anglais *andswaru | answer                                                                           | response                                         | responsum                                                                                               |
| WGmc *aiskōn PGmc *frignanan PGmc *besōkjanan Vieil anglais bedecian PGmc *sōkjanan | ask frain beseech beg seek                                                       | inquire request                                  | in + quaerere re + quaerere                                                                             |
| PGmc *ga-waraz PGmc *ana + *breustam PGmc *ūp + *tō + *spōdiz | aware abreast up to speed (idiotisme, mot composé)                               | cognizant                                        | cognoscere                                                                                              |
| WGmc *bauknan Vieux-francique *baukan Vieux norrois *flǫgra, flakka Vieux-francique *hariwald Vieux-francique *heriberga Vieux-francique *witan                                                                           | beacon buoy flag herald harbinger guide                                          | signal indicator                                 | M.L. signāle M.L. indicātor                                                                             |
| PGmc *beforan PGmc *beforan + *handuz PGmc *ana + *haubuþan + *af PGmc *airiz | before beforehand ahead of ere                                                   | prior previous                                   | prior                                                                                                   |
| PGmc *bī + *hafjanan PGmc *beranan + *-unga Vieux-francique *stikkan Vieux-francique *wīsa PGmc *wegaz | behaviour bearing etiquette guise way                                            | action attitude manner conduct                   | āctiō L.L. aptitūdō V.L. *manuāria < L manuārius < manus M.L. conductus < L condūcere                   |
| PGmc *bī + *haitanan PGmc *bidjanan + *-unga | behest bidding                                                                   | command order                                    | V.L. commandāre ordō                                                                                    |
| PGmc *bī- + *hōfan PGmc *gagniz PGmc *fura- + *dailiz PGmc *bōniz PGmc *blōdisōjanan + *-unga PGmc *wela + *farō | behoof gain foredeal boon blessing welfare                                       | advantage benefit                                | L.L.*abantaticum benefactum                                                                             |
| WGmc *bī- + *ginnan PGmc *sturtjanan | begin start                                                                      | commence                                         | com + initiāre                                                                                          |
| PGmc *ga-laubjan PGmc *ga-menþijan + *sat- PGmc *gōdaz + *spellan PGmc *trewwiþō PGmc *hlinunga | belief mindset gospel truth leaning                                              | creed                                            | crēdere                                                                                                 |
| PGmc *bilībanan PGmc *uz- + *bīdanan PGmc *terganan PGmc *stadiz | belive, belave abide tarry stay                                                  | remain                                           | re- + manere                                                                                            |
| PGmc *balgiz PGmc *medi- + *hrefiz PGmc *wambō | belly midriff womb                                                               | abdomen                                          | abdomen                                                                                                 |
| Moyen anglais bigge (< Vieux norrois?) PGmc *grautaz PGmc *stōraz, stōriz PGmc *mikilaz PGmc *haugaz (vieux-francique *houg)                                                                                              | big great stour mickle huge                                                      | large grand                                      | larga < largus grandis                                                                                  |
| PGmc *gaburþiz + *dagaz PGmc *jēran + *tīdiz | birthday yeartide                                                                | anniversary                                      | M.L. (diēs) anniversāria                                                                                |
| PGmc *blījom PGmc *hīwjan PGmc *daugō PGmc *skadwō PGmc *wlitiz | blee hue dye shade lit                                                           | colour                                           | AN colur < OF colour < L color < OL colos                                                               |
| PGmc *blōmōn PGmc *blōsmaz PGmc *buzdōn PGmc *burjō(n) (vieux-francique *burjan) | bloom blossom bud burgeon                                                        | flower                                           | flor- < flos                                                                                            |
| PGmc *budagan PGmc *framojanan WGmc *makojana + *ūp PGmc *līkan | body, embodiment frame makeup lich                                               | corpus, corpse carcass cadaver                   | corpus M.L. carcosium, carcasium < ? cadāver                                                            |
| PGmc *brōþar | brotherly                                                                        | fraternal                                        | frāternus                                                                                               |
| Vieil anglais budda Vieil anglais bitela | bug beetle                                                                       | insect                                           | insectum                                                                                                |
| Vieil anglais byldan PGmc *raizijanan PGmc *raizijanan | build rear raise                                                                 | construct                                        | cōnstruere < com + struere                                                                              |
| Vieil anglais bysig + nisse PGmc *under + *tækanan PGmc *nutō | business undertaking note                                                        | affair enterprise                                | ad + facere Fr. entre + prendre                                                                         |
| PGmc *bugjanan | buy                                                                              | purchase                                         | pro- + V.L. *captiare                                                                                   |
| WGmc *kalbam | calf                                                                             | veal                                             | vitellus, vitulus                                                                                       |
| PGmc *kallōjanan + *-unga Moyen anglais jobbe PGmc *lība- + *werkan PGmc *lība- + *laidō PGmc *libēn- + *-unga | calling job lifework livelihood living                                           | career profession vocation occupation employment | L.L. carrāria (via) < Celtic M.L. professiō vocātiō occupātiō implicāre + -mentum                       |
| Vieux-francique *gram, *grinjan PGmc *maganan PGmc *skamō | chagrin dismay shame                                                             | displeasure dissatisfaction                      | dis- + L placēre dis- + L satisfactiō                                                                   |
| PGmc *skihanan (Middle High German schicken) PGmc *trandijanan PGmc *wagōjanan (Old Saxon wogōn) PGmc *dapraz (via Middle Dutch dapper) Moyen anglais dasshen (< Danish daske) PGmc *swankianan PGmc *ūp + *tūnaz, *tūnan | chic trendy in vogue dapper dashing swanky uptown                                | elegant fashionable stylish                      | ēlegāns < ēlegere factiō < facere stylus, stilus                                                        |
| PGmc *kilþam PGmc *barnan Moyen anglais babe + -y PGmc *kiþjom (via Vieux norrois kið) Moyen anglais newborn | child bairn baby kid newborn                                                     | infant                                           | īnfāns                                                                                                  |
| PGmc *keusanan PGmc *pikkanan PGmc *walan (vieux norrois val) | choose pick wale                                                                 | opt select                                       | optare sēlēctus < sēligere < sē- + legere                                                               |
| PGmc *karzjanan | chore                                                                            | task                                             | M.L. tasca                                                                                              |
| PGmc *kaldaz PGmc *kaliz + *-igaz PGmc *freusanþjaz | cold chilly freezing                                                             | frigid                                           | frigidus                                                                                                |
| PGmc *kweman PGmc *landjanan PGmc *raikijanau PGmc *getanan WGmc *makojanan | come land reach get to make (to a place)                                         | arrive                                           | ad + ripa                                                                                               |
| PGmc *kōuz PGmc *bullon- PGmc *nautan PGmc *uhson PGmc *steuraz PGmc *wīsundaz (Old High German wisunt) Old High German ūrohso                                                                                            | cow bull neat ox steer bison aurochs                                             | beef cattle                                      | bōs/bovis V.L. capitale                                                                                 |
| PGmc *dagaz + *likaz | daily                                                                            | diurnal                                          | diurnalis                                                                                               |
| PGmc *daudaz + *likaz PGmc *banon + *fullaz | deadly baneful                                                                   | mortal fatal                                     | mortālis fatum                                                                                          |
| PGmc *dōmjanan Vieux-francique *wardōn PGmc *haldanan PGmc *fōlijanan PGmc *bī + *þankjanan | deem regard hold feel bethink                                                    | judge consider esteem                            | iūdicāre consīderāre aestimāre                                                                          |
| PGmc *deuzam PGmc *hirutaz PGmc *dajjō(n) (vieil anglais dā) PGmc *hindō PGmc *stag- PGmc *raihōn PGmc *bukkaz | deer hart doe hind stag roe buck                                                 | venison                                          | venātiō/nis                                                                                             |
| PGmc *gamainijaz PGmc *bī- + *lūtilaz PGmc *putōjanan, pūtjanan + *dūn PGmc *lǣgaz | demean, bemean belittle put down lower                                           | debase, abase degrade humiliate                  | L.L. bassus < Oscan or Celtic L.L. dēgradāre < dē- + gradus L.L. humiliātus < humiliāre < humilis       |
| PGmc *dōnan PGmc *frumjanan, *framjanan PGmc *under + *tækanan | do perform undertake                                                             | execute dispatch                                 | M.L. execūtāre < ex(s)equī O.Fr. despeechier < des- + L.L. -pedicāre                                    |
| Vieil anglais docga PGmc *hundas | dog hound                                                                        | canid, canine                                    | canis                                                                                                   |
| PGmc *drengkan PGmc *sweljanan Old High German garo + ūz Vieux norrois ves + heill PGmc *sūpanan | drink swill carouse wassail sup, sip                                             | imbibe                                           | imbibere < in + bibere                                                                                  |
| PGmc *dubon | dove                                                                             | pigeon culver                                    | V.L. pibionem columbula                                                                                 |
| PGmc *ernust- PGmc *grimmaz PGmc *sternijaz | earnest grim stern                                                               | serious grave sober                              | L.L. sēriōsus gravis sōbrius                                                                            |
| PGmc *dritō PGmc *erþō PGmc *landom PGmc *grundus PGmc *landam + *skapiz | dirt earth land ground landscape                                                 | soil terrain                                     | partly from Latin solium; partly from Vieil anglais sol terrenum < terra                                |
| PGmc *austra PGmc *austra + *līkaz PGmc *austra + *warþaz | eastern easterly eastward                                                        | oriental                                         | orīri                                                                                                   |
| PGmc *etanan PGmc *suppanan PGmc *brekanan + *brauþan PGmc *bankiz PGmc *fōdjanan Middle Dutch snacken PGmc *swelganan PGmc *hnaskwajanan PGmc *tækanan + *in PGmc *bītanan PGmc *skirfanan (vieil anglais sceorfan)      | eat sup break bread banquet feed snack swallow nosh take in bite scarf           | dine consume devour ingest                       | V.L. diseieunare < dis + ieiunare consūmere dēvorāre ingestus < ingerere                                |
| PGmc *aldiz, *aldō PGmc *līban + *tīmēn PGmc *līban + *spannō | eld lifetime lifespan                                                            | age                                              | aevitās ( < aevum) + -age                                                                               |
| PGmc *anðiōn PGmc *fullfuljanan PGmc *haldanan PGmc *wrappanan PGmc *stuppojanan PGmc *bi-linnanan | end fulfill halt wrap up stop blin                                               | finish complete discontinue                      | fīnīre complēre dis- + continuāre                                                                       |
| PGmc *ebnaz PGmc *flataz PGmc *smāþjaz, smōþjaz PGmc *in + *līnion PGmc *līnion + *ūp PGmc *stadō + *-igaz | even flat smooth in line lined up steady                                         | level planar equal                               | V.L. *lībellum < lībella L.L. plānāris < plānum aequālis < aequus                                       |
| PGmc *faranan Middle Dutch trecken PGmc *gēnan + *ana + *braiþaz PGmc *tækanan + *trap- Vieux norrois rāfa Vieux-francique *wala                                                                                          | fare trek go abroad take a trip rove gallivant                                   | travel journey voyage                            | V.L. *trepaliāre V.L. *diurnāta viāticum                                                                |
| PGmc *fastuz PGmc *hraþa PGmc *snellaz PGmc *kwikwaz PGmc *swīpanan PGmc *spōdigaz, *spēdigaz | fast rathe, rather snell quick swift speedy                                      | rapid                                            | rapidus                                                                                                 |
| PGmc *fadar + *likaz | fatherly fatherlike                                                              | paternal                                         | paternus                                                                                                |
| WGmc *fōljan PGmc *gawaraz PGmc *tukkanan, *tækanan | feeling awareness touch                                                          | sentiment sensation                              | sensus, sentiō                                                                                          |
| PGmc *fullijan + *up PGmc *stukk- PGmc *niwjanan | fill up stock renew                                                              | replenish                                        | re + plēnus                                                                                             |
| PGmc *furistaz PGmc *furma PGmc *magan- | first foremost main                                                              | primary                                          | prīmus                                                                                                  |
| PGmc *floþuz PGmc *hwelbanan PGmc *ubersatjanan | flood overwhelm overset                                                          | inundate                                         | inundāre < in + unda                                                                                    |
| PGmc *fulgian Vieux norrois traþk | follow track                                                                     | ensue                                            | in- + sequi                                                                                             |
| PGmc *formo- PGmc *airis- + *hwīlo PGmc *fure- + *gēnþjaz Vieil anglais hwīlum | former erstwhile foregoing, aforegoing whilom                                    | previous preceding                               | praevius < prae- + via praecēdere < prae- + cēdere                                                      |
| PGmc *fur-*biudan PGmc *bannan- PGmc *fura- + *stallaz | forbid ban forestall                                                             | prohibit prevent                                 | prohibēre < pro + habēre inter + dicere, dictus praevenīre                                              |
| PGmc *fura- + Vieux norrois kasta PGmc *ūt + *lōkōjanan | forecast outlook                                                                 | projection                                       | prōjectiō < prō + iacere                                                                                |
| PGmc *fura + *taljanan PGmc *sanþaz + *sagjanan PGmc *fura- +*buþanan PGmc *fura- +*skadwōjanan | foretell soothsay forebode foreshadow                                            | predict                                          | praedīcere                                                                                              |
| PGmc *frijaz | freedom                                                                          | liberty                                          | lībertās < līber                                                                                        |
| PGmc *frijond + *likaz PGmc *gakundan + *līkaz PGmc *warmaz | friendly kindly warm                                                             | amicable                                         | amīcus                                                                                                  |
| Vieux-francique *gardo, gardin- PGmc *garda WGmc *parruk Vieil anglais pund- Vieil anglais pearroc | garden yard park pound paddock                                                   | court enclosure                                  | co- + hortus in- + claudere                                                                             |
| PGmc *gadurojan PGmc *far- + *gadurojan PGmc *gadurojan + *ūp PGmc *kruppaz Vieil anglais clyster PGmc *lisanan | gather forgather gather up group cluster lease                                   | assemble                                         | ad + simul                                                                                              |
| PGmc *giftiz PGmc *sali- | gift handsel                                                                     | present                                          | prae- + essere                                                                                          |
| PGmc *geban PGmc *gafurþojan WGmc*frumjana | give afford furnish                                                              | provide                                          | pro + vidēre                                                                                            |
| PGmc *glaþaz PGmc *bliþiz PGmc *fagaraz PGmc *murgijaz PGmc *wunjo-samaz PGmc *hapan PGmc *gliujan PGmc *þurilam (via Vieil anglais þyrel) PGmc *kwēmiaz                                                                  | gladness bliss fairness merriment, mirth winsomeness happiness glee thrill queem | joy pleasure delight                             | gaudium placēre dēlēctāre                                                                               |
| PGmc *guþan PGmc *guþan + *haiduz | god, goddess godhead                                                             | deity immortal                                   | deus immortālis                                                                                         |
| PGmc *gōdaz PGmc *welō(n) PGmc *hilpō + *fullaz PGmc *gagniz + *fullaz PGmc *hailaz + *samaz PGmc *werþan + *hwīlō | good well helpful gainful wholesome worthwhile                                   | beneficial                                       | beneficium                                                                                              |
| WGmc *gēnan + PGmc *an PGmc *wandjanan | go on wend                                                                       | proceed                                          | pro- + cedere                                                                                           |
| WGmc *grōnja- PGmc *laskaz | green lush                                                                       | verdant                                          | viridis                                                                                                 |
| PGmc *getiskanan PGmc *faþmaz PGmc *swumto- Vieux-francique *galgo | guess fathom sound gauge                                                         | estimate                                         | aestimare                                                                                               |
| PGmc *harjaz + *berg PGmc *hafnaz | harbour haven                                                                    | port                                             | portus                                                                                                  |
| PGmc *harþuz + *skapiz PGmc *uzdailjam | hardship ordeal                                                                  | difficulty                                       | difficultās                                                                                             |
| PGmc *hatojanan PGmc *laiþojanan PGmc *skarn- (vieux-francique *skern) | hate loathe scorn                                                                | detest                                           | de- + testari                                                                                           |
| PGmc *hauhiþa PGmc *luftuz | height loftiness                                                                 | altitude                                         | altitūdō (< altus)                                                                                      |
| PGmc *helpan PGmc *ūz- + *baitjanan (vieux-francique *bētan) PGmc *gebanan + *handuz PGmc *bī + *standanan PGmc *bī + *stadiz                                                                                             | help abet give a hand bestand bestead                                            | assist                                           | assistere < ad + sistere                                                                                |
| WGmc *hannja | hen                                                                              | pullet                                           | pullus                                                                                                  |
| PGmc *harjaz PGmc *fardíz | here ferd                                                                        | army militia                                     | ML. armāta mīlitia                                                                                      |
| PGmc *hulnis PGmc *bergaz PGmc *mundō PGmc *dūnō, dūnaz | hill barrow mound down, dune                                                     | mount                                            | mōns, montis                                                                                            |
| PGmc *hailagaz + *dagaz WGmc *lauba PGmc *brekan WGmc *fur- + *lauba | holiday leave break furlough                                                     | vacation                                         | vacātiō                                                                                                 |
| PGmc *hailagaz PGmc *gahailagōiðaz | holy hallowed                                                                    | sacred                                           | sacrāre                                                                                                 |
| PGmc *aujo + *landom PGmc *aujo PGmc *hulmaz | island ait, eyot holm                                                            | isle                                             | insula                                                                                                  |
| WGmc *jukkjan PGmc *wurkijanan (via Vieux norrois yrkja) WGmc *taisijanan WGmc *fur-etanan PGmc *grellanan | itch irk tease fret grill                                                        | irritate                                         | irritāre                                                                                                |
| PGmc gakundiz Vieil anglais ilca PGmc *brandaz PGmc *brōd- PGmc *sat- PGmc *streun- Vieux-francique *tīr PGmc *līkaz | kind ilk brand breed set strain tier like                                        | type class sort genre                            | typus < Gk typos classis sors genera                                                                    |
| PGmc *knoean PGmc *witanan PGmc *spehōjanan (vieux-francique *spehōn) PGmc *sputtōn PGmc *taljanan | know wit/wot espy spot tell                                                      | recognize                                        | re + cognoscere                                                                                         |
| PGmc *lataz PGmc *latjanan | late delayed                                                                     | tardy                                            | tardus                                                                                                  |
| PGmc *lagan (vieux norrois lag) + *-fullaz PGmc *gastrahtaz PGmc *fagraz PGmc *rehtaz PGmc *gasundas PGmc *gamaitijaz PGmc *warjanan (vieux-francique *warand) PGmc *fittjanan                                            | lawful straight fair right, rightful sound meet warranted fitting                | legal legitimate, legit just proper              | lēgālis M.L. lēgitimātus < lēgitimāre jūstus < jūs proprius                                             |
| PGmc *laiþjan PGmc *kuningaz PGmc *haubuþan PGmc *biron PGmc *erloz | leader king head baron earl                                                      | chief emperor count duke president               | caput imperator comes dux praesidēns                                                                    |
| PGmc *langiþo | length                                                                           | longitude                                        | longitūdō (< longus)                                                                                    |
| PGmc *legjan PGmc *rastjō, rastō PGmc *hlinojanan | lie (lie down) rest lean (back)                                                  | repose recline                                   | re- + pausa re- + clinare                                                                               |
| PGmc *lubo Moyen anglais fond, fonned | loving fond                                                                      | amorous                                          | amōrōsus                                                                                                |
| PGmc *managaz PGmc *manigaz + *falþaz PGmc *rīfiz PGmc *taumijanþjaz | many manifold rife teeming                                                       | multiple numerous abundant copious               | multi + plūs numerosus abundantem copiosus                                                              |
| PGmc *ga-makon PGmc *fittjanan PGmc *andswarōjanan + *tō | match fit answer to                                                              | correspond                                       | con + respondēre                                                                                        |
| WGmc *mainijan PGmc *be- + *taiknjanan PGmc *standanan + *fura PGmc *ahtalōnan | mean betoken stand for ettle                                                     | intend signify                                   | intendere significare                                                                                   |
| PGmc *motijan PGmc *hitjanan (vieux norrois hitta) | meet hit                                                                         | encounter                                        | incontrāre < in + contrā                                                                                |
| PGmc *medjaz + *dagaz | midday                                                                           | noon                                             | nona |
| Vieux norrois mistaka PGmc *blundaz (vieux norrois blundra) PGmc *wrangiþō | mistake blunder wrength                                                          | error                                            | error (< errāre)                                                                                        |
| PGmc *mōdar + *likaz | motherly                                                                         | maternal                                         | māternus                                                                                                |
| PGmc *nēhwaz PGmc *nēhwizáz | nigh near                                                                        | close                                            | clausus                                                                                                 |
| PGmc *neujaz PGmc *friskaz PGmc *nū | new fresh now                                                                    | novel modern                                     | novus modernus                                                                                          |
| PGmc *naht + *likaz | nightly                                                                          | nocturnal                                        | nocturnus                                                                                               |
| WGmc *alda PGmc *stal-, *sta- PGmc *aldizo + *līkaz PGmc *jǣron | old stale elderly of yore                                                        | ancient antediluvian                             | V.L. *anteanus < ante + diluvium                                                                        |
| PGmc *anþaraz PGmc *aljaz | other else                                                                       | different alternative                            | differre alterare                                                                                       |
| PGmc *ufnaz PGmc *herþaz PGmc *stubō PGmc *aistō PGmc *smiþjon | oven hearth stove oast smithy, smithery                                          | kiln furnace                                     | culina fornax                                                                                           |
| PGmc *raidō PGmc *wegaz PGmc *bulaz + *werkam PGmc *drībanan PGmc *paþaz | road way boulevard drive path                                                    | street route itinerary                           | V.L. strata rupta itinerantem                                                                           |
| PGmc *rutjan PGmc *be- + *fūljanan PGmc *be- + *fūlaz | rot defile befoul                                                                | putrefy                                          | putrefacere                                                                                             |
| PGmc *sehwan PGmc *kanjanan | see ken                                                                          | perceive                                         | per- + capere                                                                                           |
| Vieux norrois *sœma PGmc *lōkōjanan | seem look                                                                        | appear                                           | apparere                                                                                                |
| PGmc *seuþanan Moyen anglais bublelen (Middle Low German bubeln) | seethe bubble                                                                    | boil                                             | bullīre                                                                                                 |
| PGmc *selbaz + *haiduz PGmc *galīkaz + *-nassus PGmc *selbaz + *dōmaz | selfhood likeness selfdom                                                        | identity                                         | L.L. identitās < idem et idem + -itās                                                                   |
| PGmc *selbaz + *samaz | selfsame                                                                         | identical                                        | M.L. identicus + -al                                                                                    |
| PGmc *saljanan Old Saxon *trada PGmc *dailjanan + *in Vieux-francique *borganjan | sell trade deal in bargain                                                       | vend                                             | vendere < venum + dare                                                                                  |
| PGmc *skapjanan PGmc *buþlam (vieil anglais bold) PGmc *ūt + *līniōn | shape build outline                                                              | form                                             | forma                                                                                                   |
| WGmc *skæpa PGmc *lambaz | sheep lamb                                                                       | mutton                                           | M.L. multō (< Celtic)                                                                                   |
| PGmc *skoppan | shop                                                                             | store                                            | instaurare                                                                                              |
| WGmc *skuttjan | shut                                                                             | close                                            | clausus                                                                                                 |
| PGmc *skeuh(w)az | shy                                                                              | timid                                            | timidus                                                                                                 |
| PGmc *sehwiþō PGmc *sehwanan PGmc *kannijanan | sight seeing ken                                                                 | vision                                           | vidēre/vīsum                                                                                            |
| PGmc *skaljo PGmc *krab-, kraf- PGmc *kunnanan PGmc *listiz | skill craft cunning list                                                         | art science                                      | ars scientia                                                                                            |
| PGmc *skaljo + *fullaz PGmc *krab-, kraf- + *-igaz PGmc *gadaftjaz | skillful crafty deft                                                             | adept                                            | adeptus < adipiscī                                                                                      |
| PGmc *slǣpanþiaz PGmc *slūmerianþiaz PGmc *īdalaz PGmc *falgō | sleeping slumbering idle fallow                                                  | dormant hibernate torpid                         | dormīre                                                                                                 |
| PGmc *smæl PGmc *lūtilaz PGmc *tindaz Vieil anglais wēg, wǣge | small little tiny wee                                                            | minute petite diminutive                         | minūtus < minuere pitinnus diminutivus                                                                  |
| PGmc *snakon PGmc *wurmiz | snake worm                                                                       | serpent                                          | serpens                                                                                                 |
| PGmc *surgo PGmc *karō PGmc *wai | sorrow care woe                                                                  | grief                                            | OFr grever < L gravare < gravis                                                                         |
| PGmc *sprekanan PGmc *taljanan WGmc *prātana | speak talk prate, prattle                                                        | converse discourse communication                 | con- + vertere dis- + currere communicare                                                               |
| PGmc *stund- PGmc *tīmēn, tīma- PGmc *tīþiz PGmc *hwīlō Vieil anglais þrāg Vieil anglais spelian PGmc *stuntjanan | stound time tide while throw spell stint                                         | hour moment interval                             | hōra < Gk hṓra mōmentum intervallum                                                                     |
| PGmc *sundrigaz PGmc *miskjanan | sundry mixed                                                                     | various miscellaneous                            | varius miscellus                                                                                        |
| PGmc *swīnam PGmc *farhaz PGmc *sugō WGmc *bairaz Vieil anglais picg- Vieil anglais hogg | swine farrow sow boar pig hog                                                    | pork                                             | porcus                                                                                                  |
| PGmc *taikijanan WGmc *skauwojanan PGmc *laizjanan | teach show lear, lere                                                            | educate                                          | ēdūcāre < ēdūcere                                                                                       |
| PGmc *taljanan PGmc *kunþjanan PGmc *makojanan *(ga)knēwanaz | tell kithe make known                                                            | relate narrate                                   | relatus < re- + ferre narrare                                                                           |
| PGmc *þankjan PGmc *(ga)þāht- + *-fullaz PGmc *(ga)mentþijan + *-fullaz | thinking thoughtful mindful                                                      | pensive                                          | pēnsāre                                                                                                 |
| PGmc *(ga)þāhtan Early Modern English hinch PGmc *inkēn PGmc *kliwjo- | thought hunch inkling clue                                                       | idea                                             | idea < Gk idea                                                                                          |
| PGmc *þreutanan PGmc *pleg- PGmc *fēraz | threat plight fear                                                               | danger peril menace                              | V.L. *dominarium < dominus periculum' minaciae < minari                                                 |
| PGmc *taiknan PGmc *markō PGmc *hallō + *markō PGmc *huntōjanan PGmc *stampōjanan | token mark hallmark hint stamp                                                   | sign symbol trace indication                     | signum symbolum < Gk sýmbolon V.L. *tractiāre indicātiō                                                 |
| PGmc *tungon PGmc *sprǣkijō PGmc *talō | tongue speech talk                                                               | language                                         | V.L. *linguaticum < L. lingua                                                                           |
| PGmc *twinjaz PGmc *twai + PGmc *-falþaz PGmc *twī- | twin twofold twi-                                                                | double duplicate                                 | duplus duplicātus < duplicāre < duplex                                                                  |
| PGmc *under + *standan PGmc *getanan PGmc *graipisōn | understand get grasp                                                             | comprehend                                       | comprehendere                                                                                           |
| PGmc *ūp- + *haldanan PGmc *bolhstraz PGmc *beranan + *up- PGmc *under + *gurþjanan PGmc *ūp + beranan WGmc skor- + up PGmc *stagaz (vieux-francique *staka)                                                              | uphold bolster bear up undergird upbear shore up stay                            | support                                          | supportāre                                                                                              |
| PGmc *up- + *luftijan PGmc *raizjan | uplifting raising, rearing                                                       | elevating                                        | ē- + levāre                                                                                             |
| PGmc *ūtizon PGmc *sagjanan | utter say                                                                        | pronounce                                        | pro- + nuntiare                                                                                         |
| PGmc *ūtizon WGmc *alnaz + *tō-gaduraz PGmc *fullīkō PGmc *hailaz +*līkō | utterly altogether fully wholly                                                  | totally                                          | tōtālis                                                                                                 |
| PGmc *wadjojan PGmc *mizdō, meidō PGmc *hūrja | wage meed hire                                                                   | salary                                           | salārium                                                                                                |
| PGmc *wakan PGmc *bīdanan Vieil anglais tergan PGmc *woenijanan | wait, await bide tarry ween                                                      | expect                                           | ex + spectāre                                                                                           |
| WGmc *warnōjanan + *-unga PGmc *tupp- + *af- | warning tip off                                                                  | notice alert recommendation admonition           | nōtitia It all'erta < L ērigere M.L. recommendātiō admonitiō                                            |
| PGmc *watskanan PGmc *klainisōn PGmc *hrainisōn PGmc *labōjanan PGmc *baðojanan PGmc *skrubbanan | wash cleanse rinse lave bathe scrub                                              | launder                                          | M.L. lavandāria < lavare                                                                                |
| PGmc *wakan PGmc *kōpjanan PGmc *behaldanan | watch keep behold                                                                | observe                                          | ob + servāre                                                                                            |
| PGmc *wakanan PGmc *wakanþjaz PGmc *warō + *-igaz | watchful waking wary                                                             | vigilant                                         | vigilāre                                                                                                |
| PGmc *wadjōjanan | wed                                                                              | marry                                            | marītāre                                                                                                |
| PGmc *wadjō + *laikaz | wedlock                                                                          | marriage                                         | V.L. *maritaticum                                                                                       |
| PGmc *wurdiz PGmc *framiþjaz PGmc *uzdaz PGmc *þwerhwaz PGmc *unkunþaz Vieil anglais ūtlendisc PGmc *alja- + *rīkjan PGmc *argaz PGmc *faigjáz                                                                            | weird fremd odd queer uncouth outlandish eldritch eerie fey                      | strange                                          | extrāneus                                                                                               |
| PGmc *weralþeilīkaz PGmc *erþō + *likaz | worldly earthly                                                                  | mundane secular                                  | L.L. mundānus < mundus saeculāris                                                                       |
| PGmc *wopijanan PGmc *grētanan Vieux norrois baula Vieux norrois vǣla PGmc *hwīnanan PGmc *krītanan PGmc *murnanan PGmc *siubanan, *seubōnan, *subōjanan                                                                  | weep greet (cry), regret bawl wail whine cry mourn sob                           | lament deplore                                   | lāmentārī < lāmentum dēplōrāre < dē- + plōrāre                                                          |
| PGmc *gawehtiz + *-igaz WGmc *mainijanan + *-unga + *fullaz PGmc *ki- (vieil anglais cǣġe) | weighty meaningful key                                                           | important grave                                  | importāns gravis                                                                                        |
| PGmc *westra | western                                                                          | occidental                                       | occidere                                                                                                |
| PGmc *(ga)hailaz | whole                                                                            | entire                                           | integer                                                                                                 |
| PGmc *wīdas PGmc *braiþiþō PGmc *spannō | width breadth span                                                               | latitude                                         | latitūdō (< latus)                                                                                      |
| PGmc *wilþjiaz PGmc *faliz PGmc *grimmaz | wild fell grim                                                                   | savage feral                                     | silvaticus < silva fera                                                                                 |
| PGmc *wīsaz PGmc *klufraz PGmc *in + *gasihþ + *fullaz PGmc *in + *leuhtam PGmc *kōniz PGmc *knoeanan + *laikam PGmc *skreuwon                                                                                            | wise clever insightful enlightened keen knowledgeable shrewd                     | prudent intelligent sapient                      | prudēns < providēns intelligēns sapiēns                                                                 |
| PGmc *wunskjan PGmc *weljanan PGmc *gernjanan PGmc *langojanan PGmc *lustuz PGmc *wana-, wanēn (vieux norrois vanta) | wish will yearning longing lust want                                             | desire cupidity                                  | desiderāre cupiditās                                                                                    |
| Vieil anglais wīfman + PGmc *likaz | womanly                                                                          | feminine                                         | femininus                                                                                               |
| PGmc *widuz PGmc *hulto- PGmc *walþuz WGmc *busk PGmc *graibō PGmc *bruskaz PGmc *þekwatjan (vieil anglais þiccet) PGmc *furhiþō (vieil anglais fyrhþ) PGmc *skagjan                                                      | wood (a wood) holt weald/wold bush, boscage grove brush thicket frith shaw       | forest copse, coppice                            | M.L. *foresta, partially < L.L. forestis; partially < Vieux-francique *forhist V.L. *colpaticium        |
| PGmc *wurdan + PGmc *bōkiz | wordbook                                                                         | dictionary                                       | dictiōnārium                                                                                            |
| PGmc *werkan PGmc *dreuganan PGmc *swinkanan | work drudge, drudgery swink                                                      | labor                                            | labor                                                                                                   |
| PGmc *wrītanan + *-unga PGmc *gawritan | writing writ                                                                     | script                                           | scrīptum < scrībere                                                                                     |
| PGmc *wurdiz PGmc *dōmaz | wyrd doom                                                                        | fate destiny                                     | fatum dēstināre                                                                                         |
| PGmc *jǣram + *likaz | yearly                                                                           | annual                                           | annalis                                                                                                 |
| WGmc *gelwa | yellow                                                                           | ochre                                            | ochra < Gk ṓkhra                                                                                        |
| WGmc *jugunþiz + *fullaz PGmc *jungas | youthful young                                                                   | juvenile immature                                | iuvenis immātūrus < in- + mātūrus                                                                       |
| PGmc *juwunþiz PGmc *tehuniz + *haiduz | youth teenhood                                                                   | adolescence                                      | adolescere < ad- + alescere                                                                             |

## Nom/adjectif doublets
En particulier, l'utilisation de mots latin dans les sciences nous donne des paires avec un autre nom germain et un adjectif latin :
- animaux : ant/formic, ape/simian, bear/ursine, bee/apian, bird/avian, butterfly/papilionaceous, carp/cyprine, cat/feline, chicken/gallinaceous, cod/gadoid, cow/bovine, crow/corvine, deer/cervine, dog/canine, duck/anatine, fish/piscine, fox/vulpine, goat/caprine, goose/anserine, hare/leporine, horse/equine, mew/larine, mouse (ou rat)/murine, pig/porcine, rabbit/cunicular, reindeer/rangiferine, sheep/ovine, snake/anguine, spider/arachnid, starling/sturnine, swan/cygnine ou cygnean, wasp/vespine, whale/cetacean, wolf/lupine, worm/vermian, man/human ou hominid (genre spécifique : man/masculine, woman/feminine).
- physiologie : arm/brachial, blood/sanguine, bone/osteotic, brain/cerebral, chest/pectoral, ear/aural, eye/ocular ou visual, finger/digital, foot/pedal, hair/pilar, hand/manual, head/capital, heart/cardial, kidney/renal, leg/crural, lips/labial, liver/hepatic, lung/pulmonary, mind/mental, mouth/oral, nail/ungual, neck/cervical, nipple/papillary, sole of the foot/plantar, tongue/lingual, tooth/dental.
- astronomie : earth/terrestrial, moon/lunar, star/stellar, sun/solar.
- sociologie : brother/fraternal, father/paternal, mother/maternal, sister/sororal, son ou daughter/filial, wife/uxorial.
- autres : bell/tintinnabulary, boat/naval, book/literary, door/portal, earl/comital, edge/marginal, fighter/military, fire/igneous, house/domestic, ice/glacial, king/regal, light/optical, marsh/paludal, sight/visual, sword/gladiate, town/urban, tree/arboreal, water/aquatic, wind/vental.

## Sources
- Online Etymology Dictionary
- Merriam-Webster Online
- Dictionary of Etymology: the Origins of American English Words. Robert K. Barnhart. (ISBN 0-06-270084-7)